# Flamenca
Flamenca es una novela occitana del siglo XIII, escrita después de 1287 en la corte de los señores de Roquefeuil por un trovador desconocido aunque actualmente tiende a atribuirse a Daude de Prada. La trama de la novela se desarrolla en Borbón y la obra está escrita en dialecto rouergat con un sustrato auvernés en el vocabulario. Considerada como el prototipo de novela de amor cortés, solo se conserva un manuscrito, sin el comienzo, parte de la trama y el final. Este manuscrito se resguarda en la biblioteca pública de Carcasona.

## Sinopsis
La acción se desarrolla en torno al triángulo marido, mujer y amante. El marido es Archambaut, señor de la ciudad de Bourbon-l'Archambault, la esposa es Flamenca (Flamboyante), y el amante, un joven caballero llamado Guillaume. La acción, al menos en lo que nos queda de ella, comienza con el suntuoso matrimonio de Archambaut y Flamenca. Una boda que tenía todo lo necesario para tener éxito. Sin embargo Archambaut es conquistado por los celos y hará todo lo posible para mantener a su esposa alejada de las miradas y los deseos.  
Personaje convencional, recurrente en novelas y cuentos que han creado un género (castia-gilos o castigo de los celos), el marido celoso de Flamenca es tratado con una agudeza psicológica de gran modernidad. En cuanto al joven, sigue el camino del amor cortés: se entera de la existencia de la Señora por su reputación, concibe un gran amor por ella, y decide hacer todo lo posible para llegar a ella. 

## Investigaciones
Las últimas investigaciones tienden a demostrar que el dialecto utilizado es el rouergat, pero un importante sustrato auvernés muestra que el texto estaba dedicado a los lectores de la Baja Auvernia. Jean-Pierre Chambon se basa en particular en una parte del vocabulario del texto que muestra como ajeno a Rouergue y por el contrario presente en la zona norte de Auvernia (evesque, cabessa, flar y el nombre palatalizado de Flamenca, Flamencha, etc.). Algunas partes del texto se inspiran también en los versos del trovador Peire Rogier de Clermont-Ferrand.